# 细嘴黄鹂
细嘴黄鹂（学名：Oriolus tenuirostris），是雀形目黄鹂科的一种鸟类。

## 特征
细嘴黄鹂体重约81.38克，翼长约146.1毫米，嘴峰长约34.8毫米，喙宽度约9毫米，喙厚度约8.9毫米，跗蹠长约24.9毫米，尾长约85.5毫米。细嘴黄鹂在其分布区内为留鸟，其栖息在半开放的高大树木组成的森林中，食性为草食性。

## 亚种
- ：分布于喜马拉雅山脉东部至中国西南部和东南亚北部地区。
- ：分布于南越。[4]